# Halloween (jeu vidéo)
Pour les articles homonymes, voir Halloween (homonymie).
Halloween est un jeu d'action horrifique développé par MicroGraphic Image et sorti en 1983 sur Atari 2600. Le jeu est basé sur le film d'horreur Halloween : La Nuit des masques, sorti en 1978.
Halloween est l'un des nombreux jeux vidéo basés sur une franchise de films d'horreur comme The Texas Chainsaw Massacre (en) en 1983, Friday the 13th en 1989 et A Nightmare on Elm Street en 1990.

## Système de jeu
Le joueur incarne une baby-sitter dont le but est de sauver autant d'enfant que possible d'un tueur masqué. Il est également possible de ramasser une arme (un couteau) pour se défendre du tueur. Le joueur doit alors se déplacer de droite à gauche pour espérer échapper au tueur. Les vies de la baby-sitter sont ici représentées par des citrouilles illuminées. Le jeu se déroule dans un environnement de couleur criardes, la musique de John Carpenter résonne durant toute la durée du jeu. Même si l'on devine qu'il s'agit de Laurie Strode et de Michael Myers, les noms des personnages ne sont jamais indiqués dans le jeu.

## Controverse
À l'instar de l'adaptation du film Massacre à la tronçonneuse en jeu vidéo, sorti quelques mois plus tôt et également édité par Wizard Video, le jeu est très controversé à cause de la violence et du contenu sanglant. Quand le tueur tranche la tête de la baby-sitter, elle continue de se déplacer sans tête et avec des giclées de sang. Le fait de tuer des enfants dans un jeu était également mal vu à l'époque. Pour économiser un peu d'argent, l'éditeur Wizard Video vendait également des versions du jeu sans boîtier ni image sur la cartouche. Seul le nom du jeu était écrit au marqueur sur du ruban adhésif. Le jeu connait un très faible succès auprès du public.